# Paweł Csala
Paweł Csala – polski przemysłowiec i konsul Finlandii.

## Życiorys
Był pochodzenia węgierskiego. W 1906 ukończył C. K. IV Gimnazjum we Lwowie. Uzyskał stopień doktora.
U kresu I wojny światowej, około września 1918 we Lwowie został zaprzysiężony do zorganizowanej przez por. Romana Abrahama, pierwszej dziesiątki organizacji Polskie Kadry Wojskowe. Tam w listopadzie 1918 uczestniczył w obronie Lwowa podczas wojny polsko-ukraińskiej.
Był dyrektorem Spółki Akcyjnej dla przemysłu drzewnego „Oikos” we Lwowie, zajmującej się produkcją sklejki i działającej w Brzuchowicach do 1939. Był wójtem (naczelnikiem) gminy Brzuchowice do 1939. Działał w Izbie Przemysłowo-Handlowej we Lwowie, pełniąc funkcje wiceprezesa, zastępcy przewodniczącego Komisji Handlowej i Eksportu, członka i wiceprezesa Sekcji Przemysłowej, radcy, przewodniczącego Komisja Cennikowej Drzewnej oraz członka kilku innych komisji. Działał w Związku Przemysłu Drzewnego. Był prezesem Syndykatu Drzewnego. W 1932 został przewodniczącym Wojewódzkiej Komisji Oszczędnościowej we Lwowie. W 1936 został zatwierdzony przez Wydział Rolniczo-Leśny Politechniki Lwowskiej do prowadzenia wykładów z zakresu handlu drewnem, na tej uczelni wykładał też technologię drewna. W listopadzie 1936 został szefem komisji rewizyjnej w Komitecie Powiatowym Pomocy Zimowej dla Bezrobotnych w Powiecie Lwowskim. W lutym 1936 znalazł się w gronie 32 osób, mianowanych przez premiera RP Mariana Zyndrama-Kościałkowskiego, powołanych do składu komisji do zbadania gospodarki przedsiębiorstw państwowych. Do 1939 był prezesem prezydium giełdy zbożowo-towarowej we Lwowie
W 1937 został mianowany konsulem honorowym Finlandii na obszar województwa lwowskiego, stanisławowskiego, tarnopolskiego i wołyńskiego z siedzibą we Lwowie. W 1938 został mianowany członkiem Okręgowej Komisji Wyborczej nr 72 we Lwowie przed wyborami parlamentarnymi w 1938.
Był bratem Ludwika, który był lekarzem w Brzuchowicach. Był żonaty z Marią Bogdanowicz-Csalą (1892-1978), śpiewaczką operową, której podczas występu w 1939 akompaniował ich syn Zbigniew.

## Ordery i odznaczenia
- Krzyż Kawalerski Orderu Odrodzenia Polski (9 listopada 1932)[29]
- Złoty Krzyż Zasługi (11 listopada 1936)[30][31][32]